# Camille Moutard
Camille Moutard, née le 11 juillet 2001 à Beaune, est une athlète française, spécialiste de la marche athlétique. 

## Biographie
En 2022, Camille Moutard remporte le 3 000 m marche aux championnats de France d'athlétisme en salle 2022 à Miramas. Elle termine dixième des Championnats d'Europe de Munich sur 20km.
En 2023, elle obtient la médaille de bronze du 20 km par équipes aux Championnats d'Europe de marche par équipes 2023 à Poděbradyavec Pauline Stey et Clémence Beretta. Le 12 juillet, elle remporte la médaille de bronze des championnats d'Europe espoirs à Espoo sur 20 km marche en 1 h 35 min 40 s.
En 2024, elle bat son record personnel et termine deuxième des championnats de France de 20 km derrière Pauline Stey en 1 h 30 min 20 s. A Podebrady quelques semaines plus tard elle bat de nouveau son record en 1 h 30 min 08 s. Aux championnats du monde par équipes de Antalya elle termine onzième du 20 km. A Rome aux championnats d'Europe, elle termine cinquième en 1 h 28 min 55 s, nouveau record personnel et minima pour les Jeux Olympiques de Paris.

## Palmarès
| Date | Compétition                                 | Lieu      | Résultat | Épreuve      | Performance     |
| ---- | ------------------------------------------- | --------- | -------- | ------------ | --------------- |
| 2022 | Championnats d'Europe                       | Munich    | 10e      | 20 km marche | 1 h 33 min 16 s |
| 2023 | Championnats d'Europe de marche par équipes | Poděbrady | 22e      | 20 km marche | 1 h 35 min 50 s |
| 2023 | Championnats d'Europe de marche par équipes | Poděbrady | 3e       | Par équipe   | 37 pts          |
| 2023 | Championnats d'Europe espoirs               | Espoo     | 3e       | 20 km marche | 1 h 35 min 40 s |
| 2024 | Championnats du monde par équipes           | Antalya   | 11e      | 20 km marche | 1 h 31 min 15 s |
| 2024 | Championnats d'Europe                       | Rome      | 5e       | 20 km marche | 1 h 28 min 55 s |
| 2024 | Jeux Olympiques                             | Paris     | 25e      | 20 km marche | 1 h 31 min 58 s |

## Records
| Épreuve      | Performance     | Lieu | Date        | Note |
| ------------ | --------------- | ---- | ----------- | ---- |
| 20 km marche | 1 h 28 min 55 s | Rome | 7 juin 2024 |      |